# Milíkov (powiat Cheb)
Milíkov – wieś i gmina w Czechach, w powiecie Cheb, w kraju karlowarski. Według danych z dnia 1 stycznia 2012 liczyła 241 mieszkańców.